# تیم ملی اینلاین هاکی زنان ایران
تیم ملی اینلاین هاکی بانوان ایران یک تیم بین‌المللی اینلاین هاکی زنان است که از طرف ایران در رقابت‌های بین‌المللی شرکت می‌کند.
سرمربی تیم ملی اینلاین هاکی ایران (اسکیت هاکی) در حال حاضر کاوه صدقی است که در بهمن ماه ۱۳۹۴ از سوی فدراسیون اسکیت جمهوری اسلامی ایران به این سمت منصوب شد.

## تاریخچه

### سال‌های نخست
رشته اسکیت بر خلاف کشورهای دیگر که در ابتدا هاکی روی یخ مورد استقبال بوده و سپس رشته اسکیت هاکی (به عنوان فعالیتی در خارج از فصل مسابقات رسمی هاکی روی یخ، شکل گرفته‌است)، در ایران ابتدا ورزش اسکیت آغاز به کار نموده‌است. رشته اینلاین هاکی (اسکیت هاکی) در ایران ابتدا با کفش‌های کواد آغاز به کار کرده‌است و پس از گذشت چندین سال، طی سال‌های ۷۵ و ۷۶، کفش‌های اینلاین وارد بازار ایران شد و همزمان با آن رشته اینلاین هاکی شکل گرفت. پس از تأسیس فدراسیون اسکیت جمهوری اسلامی ایران در سال ۱۳۸۴، این رشته به صورت رسمی آغاز به فعالیت نمود و مسابقات قهرمانی کشور و لیگ‌های برتر و دسته یک نیز شکل گرفت. این رشته در سراسر کشور با استقبال روبرو شد و تیم‌های زیادی از استان‌های مختلف در این مسابقات رسمی شرکت نمودند.

### تیم ملی اینلاین هاکی زنان ایران
تیم ملی اینلاین هاکی زنان برای اولین بار در سال ۱۳۹۱، به مسابقات آسیایی در چین اعزام شدند و رتبهسوم این مسابقات را کسب نمودند. پس از آن در سال ۱۳۹۳، برای دومین بار به مسابقات آسیایی در چین اعزام شدند که توانستند با کسب جایگاه چهارم آسیا به کشور بازگردند. در سال ۱۳۹۵ برای اولین بار این تیم به مسابقات جام جهانی اینلاین هاکی در کشور ایتالیا اعزام و مقام نوزدهم را کسب نمود. در آخرین حضورشون در سال در۱۳۹۷مسابقات آسیایی کره جنوبی توانستند مقام سوم آسیا را کسب نمایند.

### شرایط امروز
کاوه صدقی روز سه‌شنبه در گفت و گو با خبرنگار ایرنا اظهار داشت: تیم اسکیت هاکی روی یخ ایران نخستین تورنمنت بین‌المللی خود را تجربه کرد و در ایران ما فدراسیونی برای هاکی روی یخ نداریم و به همین دلیل با عنوان انجمن اسکیت هاکی با سه رشته اسکیت هاکی روی یخ، اسکیت هاکی اینلاین و اسکیت هاکی رینک زیر مجموعه فدراسیون اسکیت فعالیت می‌کنیم. رئیس انجمن اسکیت هاکی روی یخ ادامه داد: نایب قهرمانی در کاپ امارات اتفاق ویژه‌ای برای دختران بود و همه این بازیکنان در اینلاین هاکی فعالیت می‌کردند. همچنین تیم ملی مردان اینلاین هاکی در نخستین تجربه خود را در سال ۸۴ در قهرمانی آسیا آخر شدند اما پس از ۱۳ سال در سال ۹۷ قهرمان آسیا شدند و در بخش دختران چهار مدال برنز را در آسیا کسب کردیم. وی خاطرنشان کرد: فیلم «جایی برای فرشته‌ها نیست» روایت زندگی دختران ملی‌پوش است. این فیلم نشان می‌دهد درست است که هاکی روی یخ ورزش گرانی است اما جامعه اسکیت هاکی ما بچه پولدار نیستند و با گرفتاری زیاد بدون هیچ حمایتی تجهیزات را تهیه و سعی می‌کنند ورزش را ادامه دهند. در حال حاضر با توجه به فعالیت بیشتر در هاکی روی یخ اعزام و فعالیت این تیم کم شده‌است. این تیم به قهرمانی آسیا ۲۰۲۳ اعزام نشد.

## حضور در تورنمنت‌ها

### مسابقات آسیایی
- ۲۰۱۲ - اولین حضور در مسابقات آسیایی چین
- ۲۰۱۳ - مسابقات آسیایی چین
- ۲۰۱۶ - مسابقات آسیایی چین
- ۲۰۱۸ - مسابقات آسیایی کره جنوبی
- ۲۰۲۳ - به دلیل بی پولی و تشکیل هاکی روی یخ شرکت نکرد

### جام جهانی
- ۲۰۱۶ - اولین حضور - ایتالیا - کسب عنوان نوزدهم مسابقات[۳][۴]

## افتخارات
- ۲۰۱۲ - سوم آسیا (چین)
- ۲۰۱۶ - سوم آسیا (چین)
- ۲۰۱۸ - سوم آسیا (کره جنوبی)[۵][۶][۷][۸][۹]

## مربیان

### مربیان گذشته
بر اساس داده‌هایی از فدراسیون جهانی اسکیت ROLLER SPORTS|FIRS] و فدراسیون اسکیت جمهوری اسلامی ایران
| #  | نام             | ملیت   | سمت      | سال       | مسابقات | افتخارات |
| -- | --------------- | ------ | -------- | --------- | ------- | -------- |
| ۱  | فرزانه حق شناس  | ایران  | مربی     | ۲۰۱۲ ۲۰۱۳ | آسیایی  |          |
| ۲  | هلیا سوهانی     | ایران  | مربی     | ۲۰۱۳      | آسیایی  |          |
| ۳  | کاوه صدقی       | ایران  | سرمربی   | ۲۰۱۶      | جهانی   |          |
| ۴  | احمد موحدی      | ایران  | مربی     | ۲۰۱۶      | جهانی   |          |
| ۵  | ملیحه خرم باقری | ایران  | کمک مربی | ۲۰۱۶      | جهانی   |          |
| ۶  | کاوه صدقی       | ایران  | سرمربی   | ۲۰۱۶      | آسیایی  | مقام سوم |
| ۷  | مارینا فاگوآگا  | فرانسه | مربی     | ۲۰۱۶      | آسیایی  | مقام سوم |
| ۸  | ملیحه خرم باقری | ایران  | کمک مربی | ۲۰۱۶      | آسیایی  | مقام سوم |
| ۹  | کاوه صدقی       | ایران  | سرمربی   | ۲۰۱۸      | آسیایی  | مقام سوم |
| ۱۰ | مارینا فاگوآگا  | فرانسه | مربی     | ۲۰۱۸      | آسیایی  | مقام سوم |
| ۱۱ | اعظم سنایی      | ایران  | کمک مربی | ۲۰۱۸      | آسیایی  | مقام سوم |

### تیم کنونی مربی‌گری
| جایگاه | نام       |
| ------ | --------- |
| سرمربی | کاوه صدقی |
| مربی   |           |

## بازیکنان
1. اعظم السادات سنائی (کاپیتان)
2. هدی احمدبیگی
3. مارال راسخی
4. هلیا سوهانی
5. مرضیه سادات سیدقندی
6. صدف منصوری
7. فاطمه اسماعیلی
8. الهام مدیردهقان
9. هانیه آقامحمدی
10. نگار ارجمند
11. حدیثه پورهاشمی
12. آرزو ایزدی
13. مریم ولی‌پور